# 路易斯·梅嫩德斯·皮达尔
路易斯·梅嫩德斯·皮达尔（西班牙語：Luis Menéndez Pidal，1861年8月15日—1932年2月4日）是西班牙画家。

## 生平
出生于阿斯图里亚斯，和胡安和拉蒙是亲兄弟。
1884年在马德里完成法律专业的学习后，进入马德里绘画高等学院，师从亚历杭德罗·费兰特-费希尔曼斯。1886年获得奖学金计划名额来到意大利罗马跟随弗朗西斯科·普拉迪利亚和何塞·维勒加斯·科尔德罗学习，拜访过那不勒斯、威尼斯和佛罗伦萨等城市。1888年返回马德里，后凭借自己的画作获得多个奖项。1906年当选皇家聖費爾南多美術學院院士。

## 作品集
普拉多博物馆收藏的画作

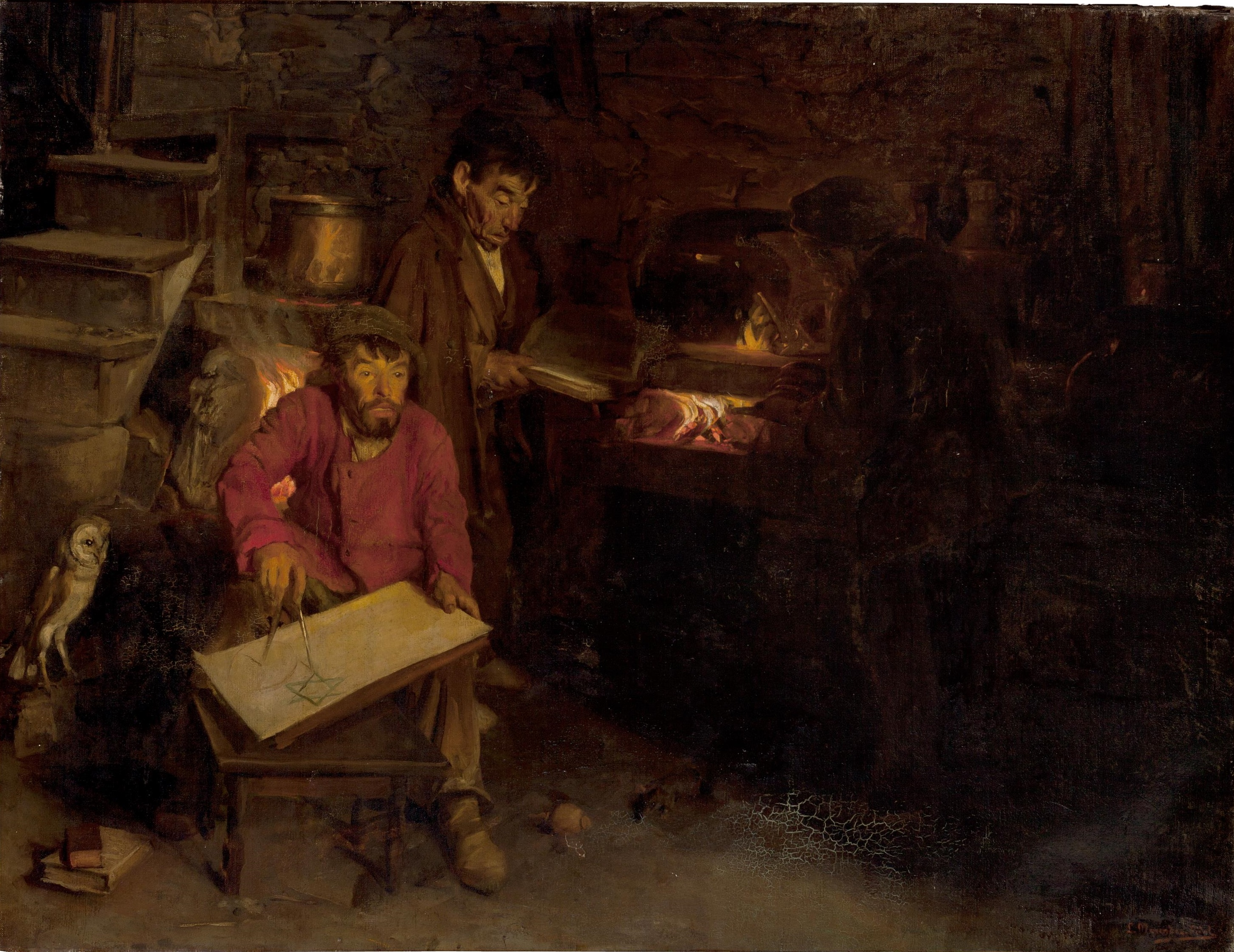
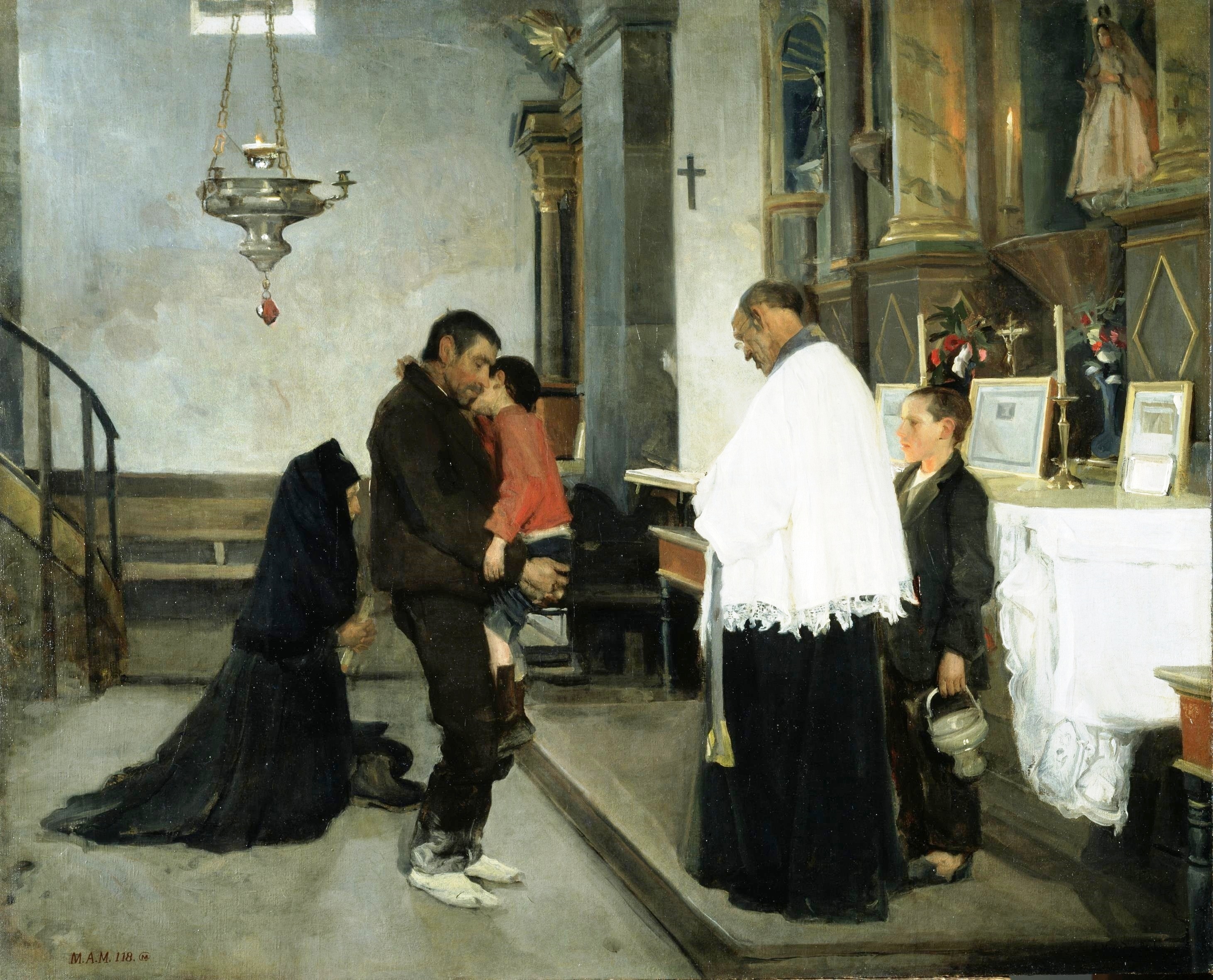
Salus Infirmorum
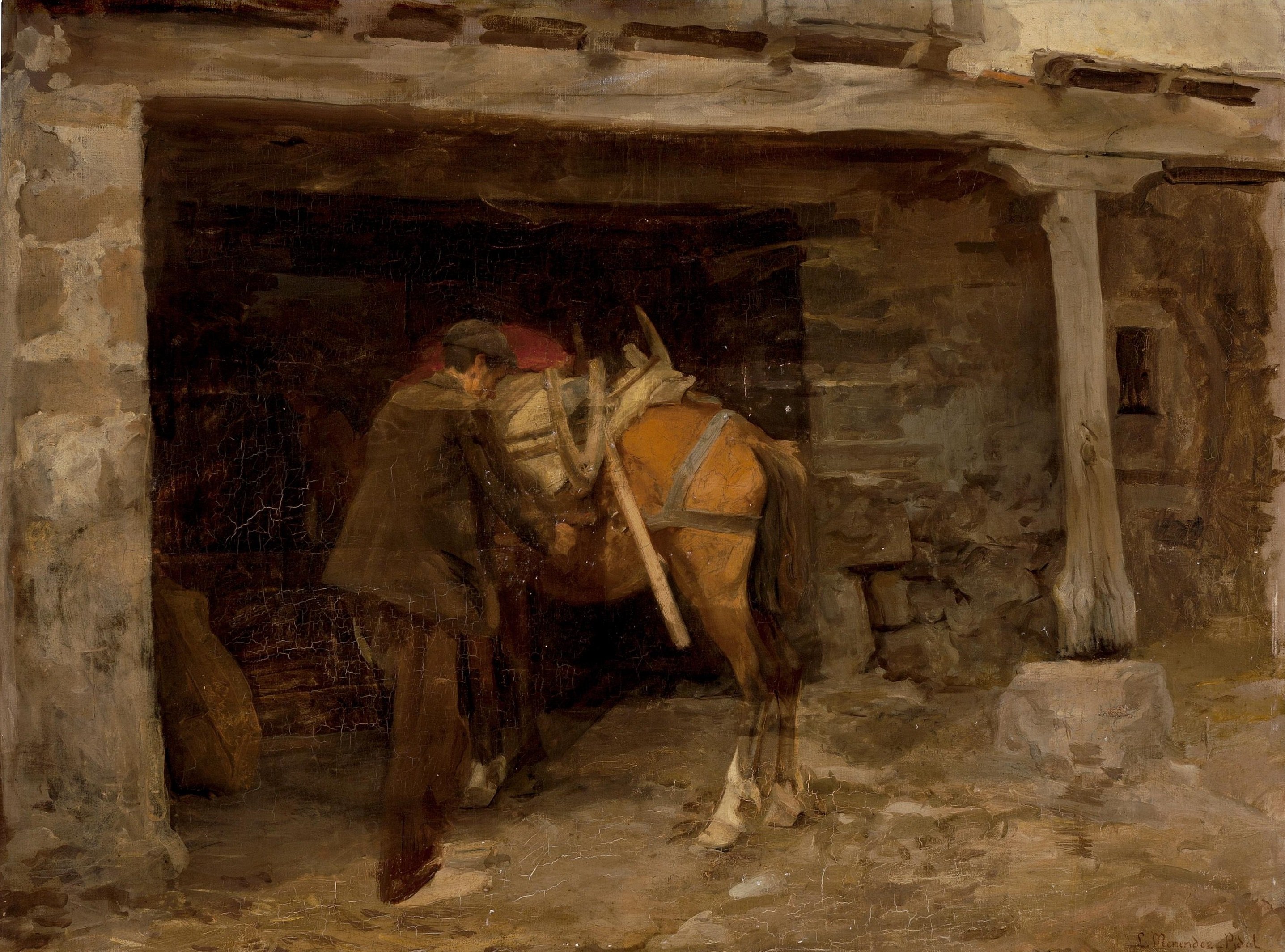
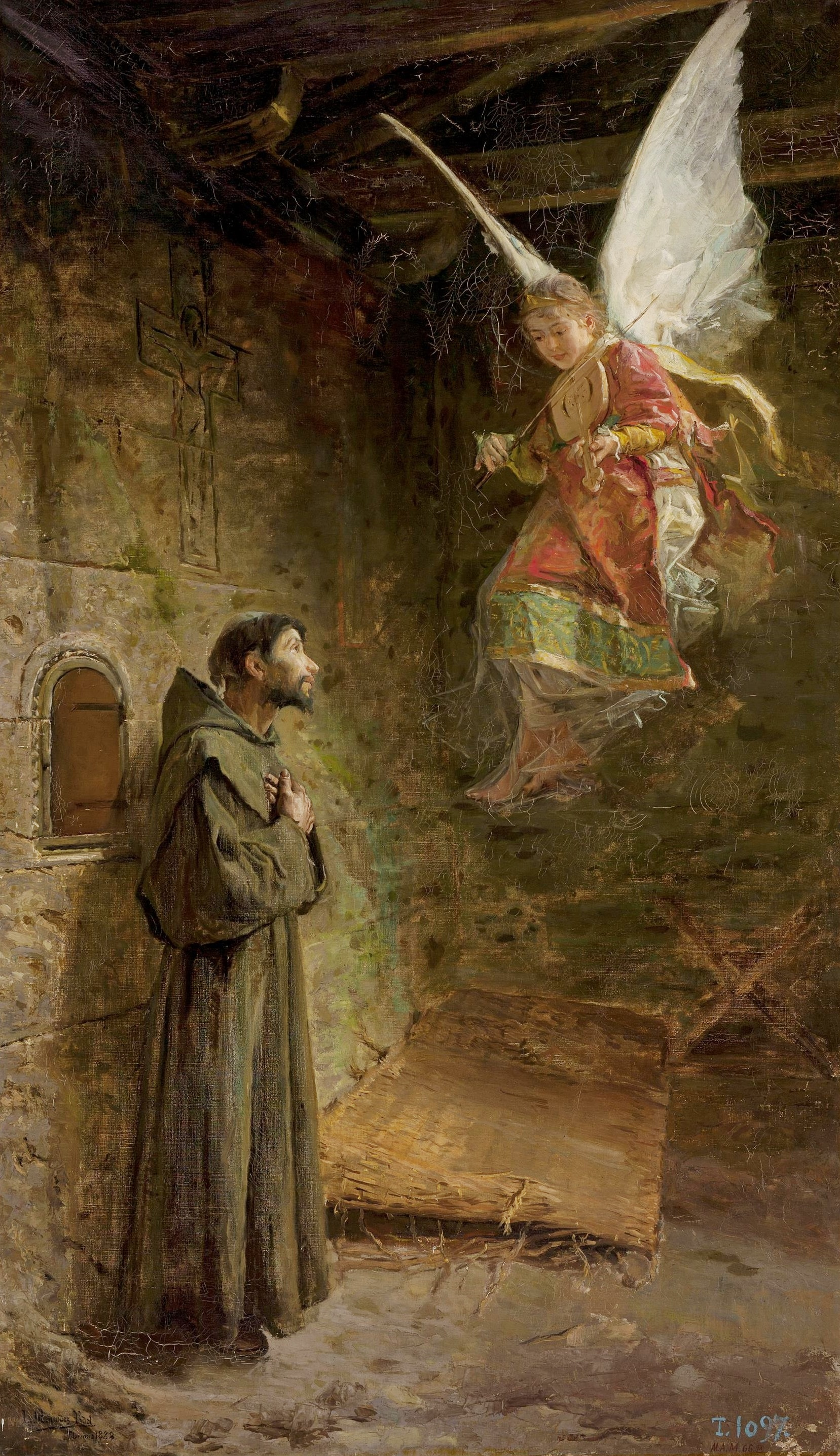

人物肖像画

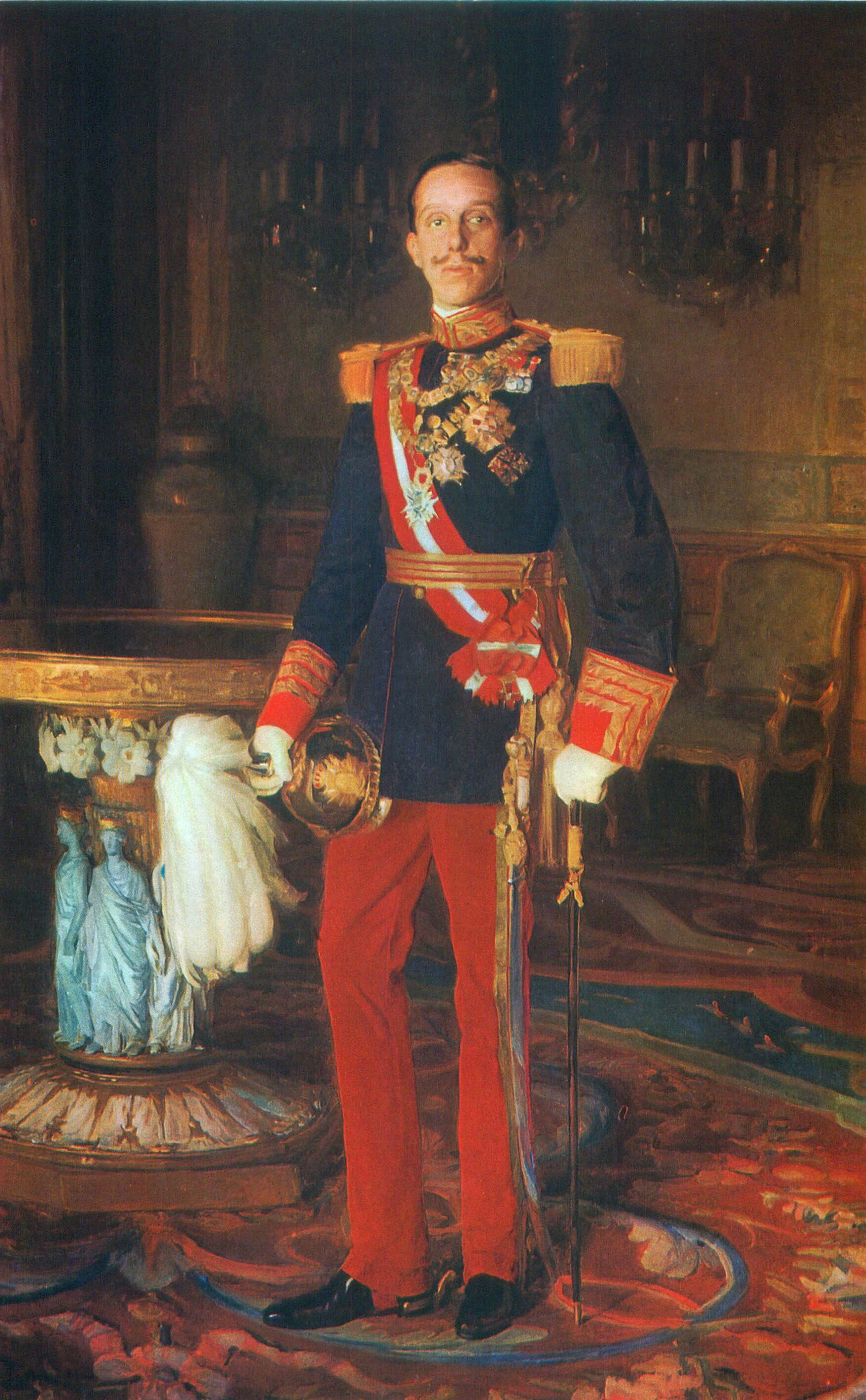
阿方索十三世
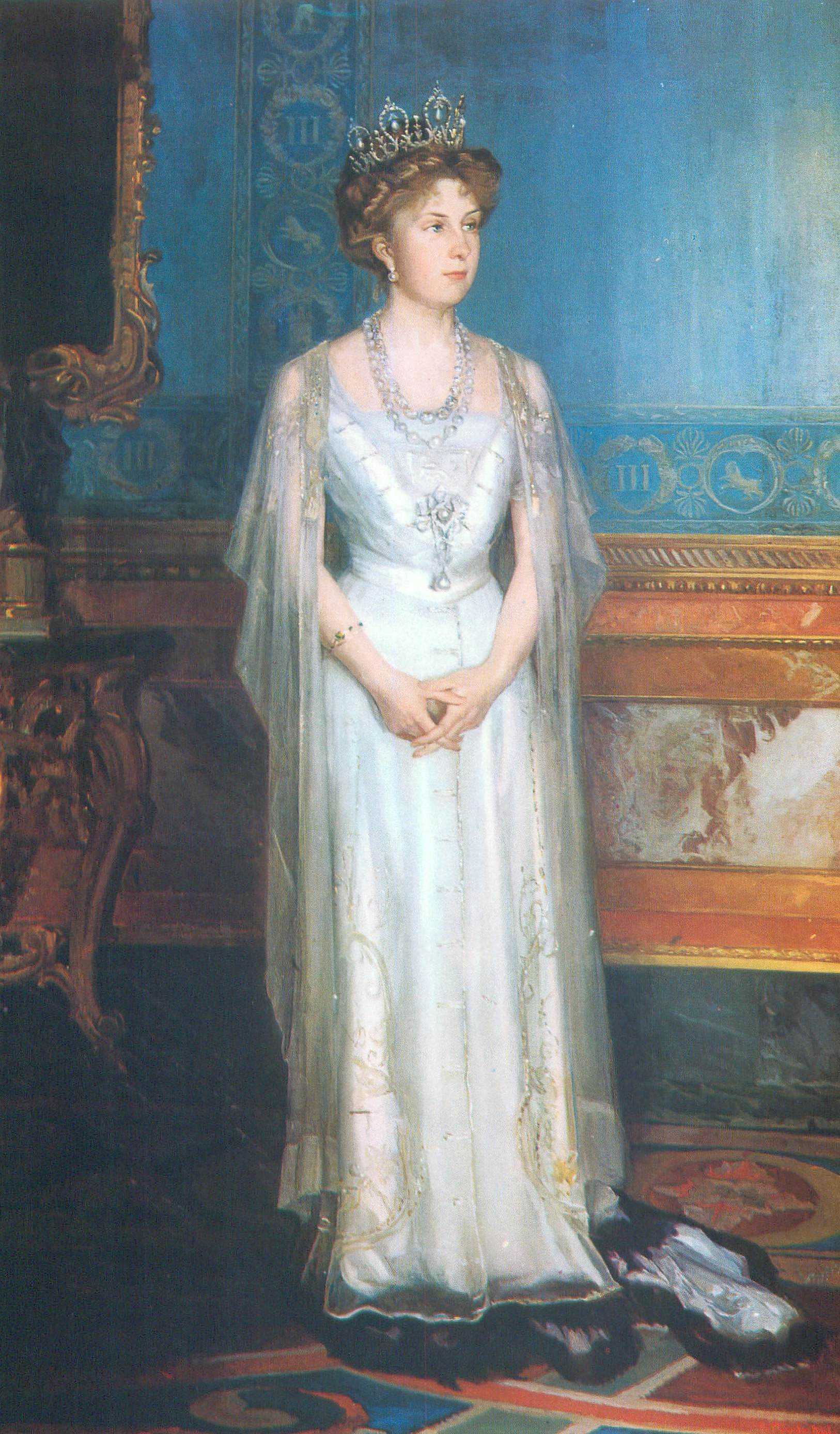
维多利亚王后
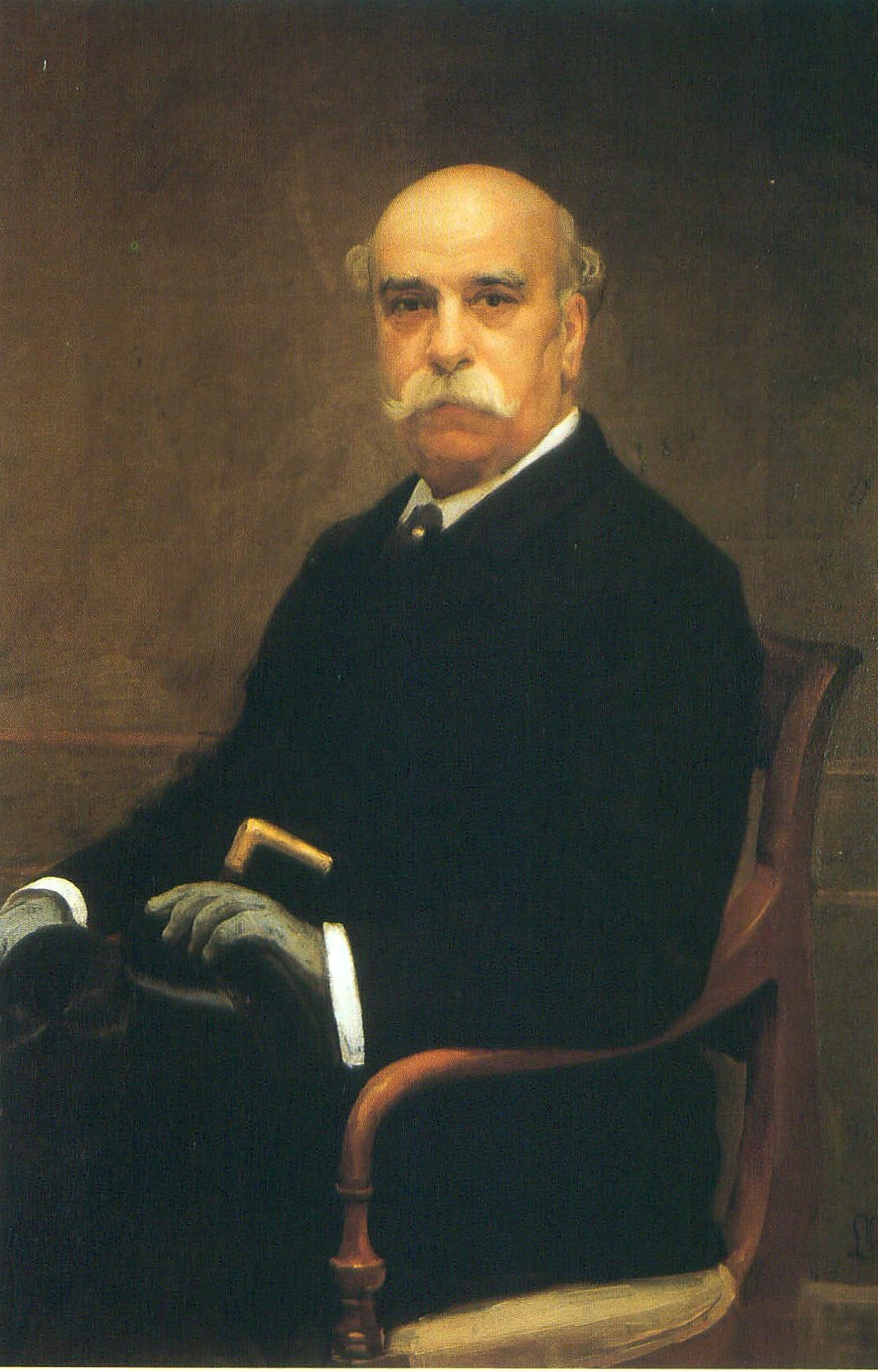
路易斯·皮达尔-蒙
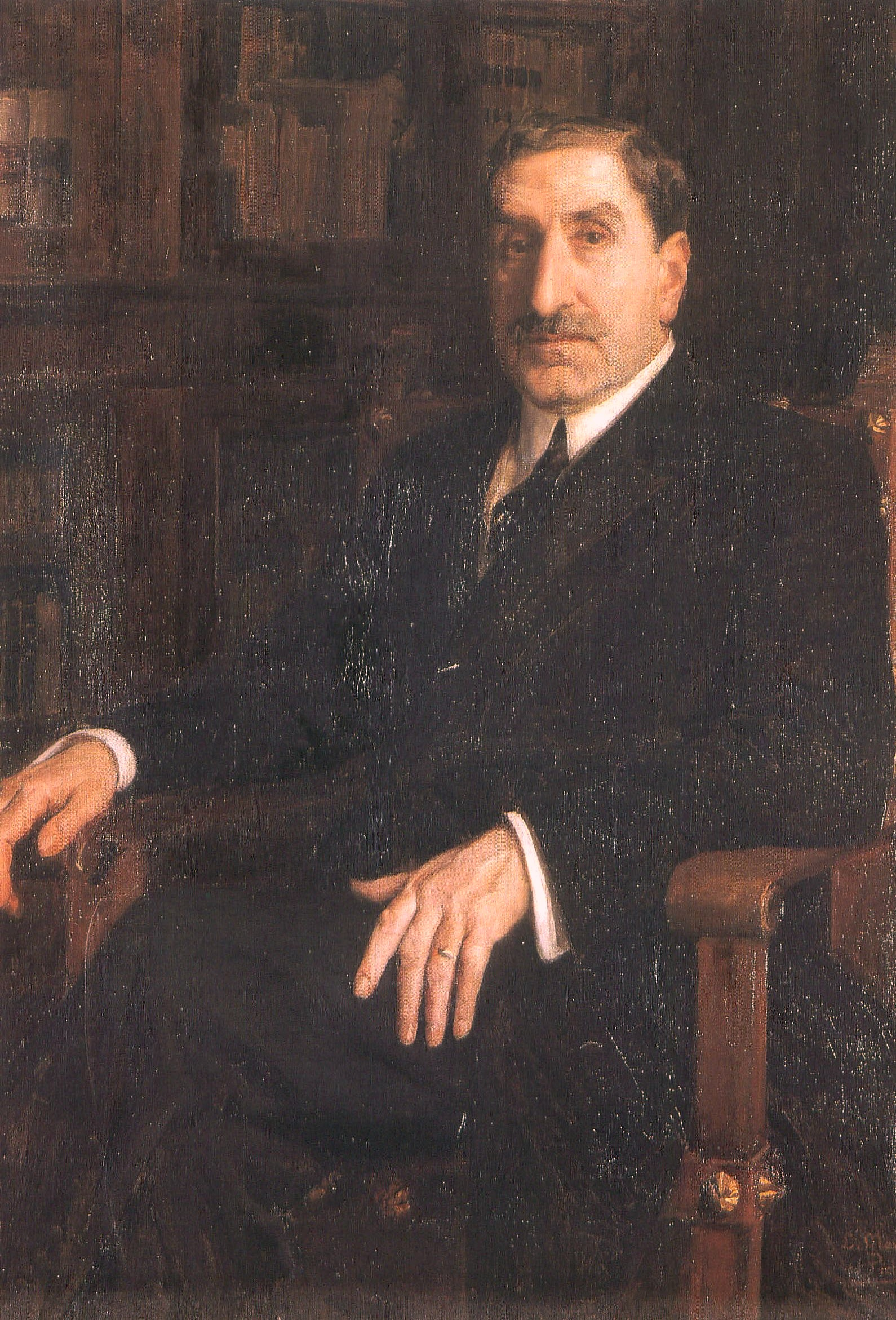
华金·桑切斯